# Fortunat Strowski
Fortunat Joseph Strowski de Robkowa (Carcassonne, 16 maggio 1866 – Cervières, 11 luglio 1952) è stato uno storico, saggista e critico letterario francese.
Specialista in Pascal e Montaigne, sovraintese la prima edizione critica del Montaigne, Saggi.

## La vita
Nacque a Carcassonne, da una famiglia ebrea dalla Galizia, poi provincia dell'Impero austro-ungarico. Venne educato in Francia, allievo di Ferdinand Brunetière.
Piuttosto che utilizzare un'edizione postuma del 1895, nel 1906 produsse un'edizione di Saggi di Montaigne sulla base di una copia conservata nella biblioteca di Bordeaux. 
Nel 1930 venne nominato professore di storia francese contemporanea alla Sorbona. Nel 1939 fu nominato professore presso l' Università federale di Rio de Janeiro. Morì a Cervières in Francia nel 1952.

## Opere
- San Francesco di Sales; Introduction à l'histoire du sentiment religieux en France au siècle dix-septième 1897
- Histoire du sentimento religieux en France au XVIIe siècle: Pascal et son temps 1907
- Tableau de la littérature française au XIXe siècle 1912
- Tableau de la littérature française: au XIXe siècle et au XXe siècle 1924
- La Sagesse française: Montaigne, San Francesco di Sales, Descartes, La Rochefoucauld, Pascal 1925
- Les Pensées de Pascal; étude et analizzare 1929
- Montaigne; sa vie publique et privée 1938